# Simarimbun
Simarimbun is een bestuurslaag in het regentschap Pematang Siantar van de provincie Noord-Sumatra, Indonesië. Simarimbun telt 2116 inwoners (volkstelling 2010).